# Fritz Bachmann (Botaniker)
|  | Dieser Artikel wurde aufgrund von formalen oder inhaltlichen Mängeln in der Qualitätssicherung Biologie zur Verbesserung eingetragen. Dies geschieht, um die Qualität der Biologie-Artikel auf ein akzeptables Niveau zu bringen. Bitte hilf mit, diesen Artikel zu verbessern! Artikel, die nicht signifikant verbessert werden, können gegebenenfalls gelöscht werden. Lies dazu auch die näheren Informationen in den Mindestanforderungen an Biologie-Artikel. |

Fritz Bachmann (* 26. Dezember 1887 in Plauen; † 6. Mai 1947 in Leipzig) war ein deutscher Botaniker.

## Leben
Fritz Bachmann studierte an der Universität München, wechselte zur Universität Leipzig und schloss 1913 dort sein Studium mit der Promotion zum Doktor der Philosophie in Biologie ab. An der Universität Bonn habilitierte er sich 1922 für Botanik und fungierte dort noch im gleichen Jahr als Privatdozent. Ebenfalls in diesem Jahr wechselte er als solcher an die philosophische Fakultät in Leipzig, genauer an die mathematisch-naturwissenschaftliche Abteilung. 1928 wurde er dort zum nichtplanmäßigen außerordentlichen Professor befördert. Diese Funktion hatte er bis 1945 inne. Er gehörte seit 1934 der SA an, beantragte am 16. Juli 1937 die Aufnahme in die NSDAP und wurde rückwirkend zum 1. Mai desselben Jahres aufgenommen (Mitgliedsnummer 4.301.816).
Bachmann, reformierten Glaubens, fungierte außerdem als Herausgeber mehrerer Zeitschriften. 1947 verstarb er in Leipzig.